# Pseudogarypinus cooperi
Espèce
Pseudogarypinus cooperi est une espèce de pseudoscorpions de la famille des Garypinidae.

## Distribution
Cette espèce est endémique de Californie aux États-Unis. Elle se rencontre dans les comtés de Riverside, San Bernardino et San Diego.

## Description
Le mâle holotype mesure 2,7 mm, Pseudogarypinus cooperi mesure de 2,55 à 3,25 mm.

## Étymologie
Cette espèce est nommée en l'honneur de Kenneth W. Cooper.

## Publication originale
- Muchmore, 1980 : Three new olpiid pseudoscorpions from California (Pseudoscorpionida, Olpiidae). Pan-Pacific Entomologist, vol. 56, no 3, p. 161-169 (texte intégral).